# Patrick vive ancora
Patrick vive ancora è un film a basso costo del 1980 diretto da Mario Landi, la sua ultima pellicola, e prodotto da Gabriele Crisanti, sequel apocrifo del più celebre Patrick, diretto da Richard Franklin nel 1978. Produttore e regista avevano già collaborato l'anno precedente con il film Giallo a Venezia. Nel cast sono presenti, tra gli altri, una giovanissima Carmen Russo, Mariangela Giordano (accreditata come Maria Angela Giordan) e il caratterista Gianni Dei.

## Trama
Il giovane Patrick Herschel, in seguito ad un banale incidente, viene ricoverato nella struttura privata, gestita dal padre, dove però entra in uno stato di coma irreversibile. Diversi anni dopo, mentre Patrick è ancora in coma, il professor Herschel invita dei volontari nella propria abitazione, per effettuare un misterioso esperimento.  Gli ospiti del professore, tutti assolutamente estranei fra loro, sono importanti personalità che hanno ottenuto il proprio potere con metodi poco leciti, e sono stati costretti a partecipare all'esperimento del professore, dietro ricatto. Quando durante la prima notte di permanenza nella tenuta Hershel uno di loro muore in circostanze poco chiare, la situazione precipita. L'obiettivo non dichiarato di Herschel è quello di vendicarsi su colui che provocò l'incidente del figlio, ma non sapendo chi fosse stato ha convocato con la scusa dell'esperimento le sei persone che la sera dell'incidente erano su quella strada. Per rintracciarli, Herschel ha utilizzato le facoltà psichiche di Patrick, amplificate dai numerosi esperimenti a cui è stato sottoposto nel corso degli anni. Tuttavia Patrick, nonostante il proprio stato vegetativo, è ancora dotato di una propria volontà e di un potere incredibile. Ed adesso dopo anni passati ad assecondare i desideri di vendetta del padre, accecato dal dolore della perdita e dalla follia, ha deciso di agire autonomamente e scagliare la propria furia su chiunque.

## Distribuzione

### Edizioni home video
Il film in questione è uscito in diverse edizioni VHS:
- edizione Capitol - integrale
- edizione General Video - integrale
- edizione General Video Diamanti - integrale
- edizione Video 7 (Avo film) - censurata
- edizione Cecchi Gori Home Video (serie argento) - integrale

Esiste inoltre un DVD statunitense del film, con audio italiano, uscito per la Shriek Show.